# Роберт Ферчготт
Роберт Френсіс Ферчготт (англ. Robert Francis Furchgott; 4 червня 1916, Чарльстон, Південна Кароліна — 19 травня 2009, Сієтл) — американський біохімік, лауреат Нобелівської премії з фізіології або медицини 1998 року «За відкриття ролі оксиду азоту як сигнальної молекули в регуляції серцево-судинної системи». Почесний професор Державного університету нижнього Нью-Йорка.

## Біографія
Роберт Ферчготт народився 4 червня 1916 року в Південній Кароліні (США), в місті Чарльстон. Закінчив Університет Північної Кароліни в Чепел Хілл в 1937, захистив докторську дисертацію з біохімії в Північно-Західному університеті (Іллінойс) у 1940. У 1949—1956 роках працював у медичній школі Вашингтонського університету в Сент-Луїсі (Сент-Луїс). У 1956—1988 був професором фармакології в Державному університеті нижнього Нью-Йорка, згодом - почесний професор.
У 1978 році Ферчготт відкрив речовину в ендотеліальних клітинах, що викликає релаксацію кровоносних судин, або ендотеліальний фактор релаксації. До 1986 він вивчив природу цього агента і механізм його дії. Він виявив, що відкритий ним фактор релаксації є ні чим іншим як оксидом азоту (NO), важливим компонентом фізіології серцево-судинної системи. Ферчготт проводив дослідження з окислом азоту, що вважався до того виключно шкідливим газом, за участю якого виникають смог і кислотні дощі. Проте після робіт ученого з цією хімічною речовиною з'ясувався його позитивний вплив на роботу серцево-судинної системи людини, зокрема, під його дією розширюються кровоносні судини і стимулюється кровообіг.
Ці властивості окислу азоту лягли в основу відомого препарату для боротьби з еректільною дисфункцією «Віагра».
Ферчготт отримав за своє відкриття міжнародну премію фонду Гарднера (1991), премію Альберта Ласкера фундаментальних медичних досліджень (1996) (разом з Ферідом Мурадом). У 1998 році Роберт Ферчготт разом з Луїсом Ігнарро і Ферідом Мурадом Нобелівську премію з фізіології й медицини.